# Абашидзе, Мемед
Мемед Абашидзе (груз. მემედ აბაშიძე; 18 января 1873, Батоми, Трабзон, Османская империя — 1937) — грузинский политический деятель, писатель и меценат. Выдающийся лидер сообщества грузин-мусульман, он был активным сторонником прогрузинской ориентации в Аджарии и одним из архитекторов автономии региона в составе Грузии. Жертва сталинских репрессий.

## Биография
Мамед Абашидзе принадлежал влиятельному мусульманскому грузинскому дворянскому роду Абашидзе, правителей Аджарии в Османской империи. Он был братом генерала Аслан-бека Абашидзе.
После того, как Аджария вошла в состав Российской империи в 1878 году, грузинская интеллигенция начала кампанию, направленную на включение местного сообщества мусульман Грузии в грузинское общество. Отец Мехмеда, князь Ибрагим Абашидзе, был сторонником этого движения и помог открыть грузинскую школу в Батуми в 1883 году. Рождённый в Батуми, во время турецкого правления, Мехмед учился в этой школе. В то же время он получал традиционное образование на дому. Свободно владел несколькими языками, он начал переводы с арабских, персидских и турецкий работ на грузинский язык и написал первый учебник грузинского на арабском языке и первый турецкий перевод известной средневековой грузинской эпической поэмы «Витязь в тигровой шкуре» Шота Руставели (рукопись этого перевода был потеряна в 1930-х). Кроме того пьесы Абашидзе ставились в недавно открывшемся Батумском драматическом театре.
Во время революции 1905 года в России он стал участвовать в политической жизни Грузии. Его брат, Аслан Абашидзе, был командиром одного из революционных отрядов. С 1904 по 1908 года он был членом Социалистической партии федералистов Грузии и выступал за прогрузинскую ориентации среди мусульман Аджарии.
В 1908 году российские гонения заставили его бежать в Османскую империю, где он был арестован. Повторно, в Аджарии, в 1913 году он был заключён в тюрьму в царской полиции и в конечном итоге сослан в Сибирь. Имея запрет на возврат в Батуми, он остался в Тбилиси после его освобождения и руководил Комитетом грузинских мусульман в районе Батуми. Февральская революция 1917 года в России, позволила ему вернуться в его родную Аджарию, где его Комитет быстро превратился в оппозиционный к возрождающемуся пантюркистскому движению и попытался объединить грузин, христиан и мусульман.
В ноябре 1917 года он был избран в Национальный совет Грузии. Во время турецкой оккупации Батуми в 1918 году он остался в регионе и был арестован за критику властей Турции. Позднее, в этом году он  бежал из тюрьмы Трабзона и приветствовал провозглашение независимой Демократической Республики Грузия в мае 1918 года. В 1919 году город Батуми и Батумский округ стали зоной Британской оккупации. 31 августа 1919 года в Батуми состоялся съезд грузинских мусульман, который выдвинул требование о воссоединении Аджарии со своей родиной - Грузией. Абашидзе стал Председателем вновь избранного Меджлиса (Национальное собрание), который должен был вскоре стать ареной жаркой борьбы между прогрузинской и турецко-ориентированной группировками. Абашидзе вновь начал проводить кампании, требующие включения Аджарии в Грузию с автономным статусом, критикуя попытки союзников превратить Батуми в свободный порт. После эвакуации британцев грузинская армия вступила в Батуми 8 июля 1920 года, однако вопрос об автономии Аджарии по-прежнему остаётся открытым.
Когда Красная армия оккупировала Грузию в феврале-марте 1921 года, Абашидзе ушёл в отставку со своего поста в Меджлисе и выбрал политику примирения с большевистским режимом. Он стал членом революционного комитета Батуми района и принял участие в подготовке проекта первой Конституции Аджарской ССР. Хотя советские власти были по-прежнему подозрительны к Абашидзе, он по-прежнему хорошо лечился и получал пенсию, за что вероятно надо сказать спасибо его прежним связям с Иосифом Сталиным, который работал в Батуми в начале XX века. В 1935 году он стал главой Аджарской секции Союза писателей Грузии. Однако, в ходе Большого советского террора он был арестован по сфабрикованному обвинению в государственной измене и казнён в том же году. Члены его семьи также были репрессированы. Абашидзе был реабилитирован только в 1957 году.